# 野口尋生
野口 尋生（のぐち ひろき、1967年4月5日 - ）は、日本の俳優、殺陣師である。本名、野口 博昭（のぐち ひろあき）。
神奈川県出身。身長168 cm。特技は、殺陣、空手、器械体操、ジャズダンス。
現在は殺陣師、振り付け師としても活動。
殺陣道場士魂流水を主宰

## 人物
中学2年の時、たまたま友達に付き合わされた真田広之の映画に衝撃を受け、アクション俳優を志す。
以後、ストリートパフォーマンスやミュージカル、バンド活動なども経験するが、本来の殺陣を追求して今に至る。

## 芸歴
ジャパンアクションクラブ （現：ジャパンアクショエンタープライズ）出身。
その後、劇男一世風靡の事務所にてストリートパフォーマンスチーム『ファイナルライツ』に所属し、デビューする。
殺陣は元新国劇の大山克巳に師事。
数々の商業演劇、ミュージカル、映画を経て今に至る。

## 映画
- 『瀬戸内少年野球団』（1984年）
- 『座頭市』（2003年）
- 『魍魎の匣』（2007年）
- 『BALLAD 名もなき恋のうた』（2009年）
- 『機動警察パトレイバー』
- 『激走バトルキング』(1993年)

## TV
- 『二十歳の約束』
- 『ポールポジション』
- 『仮面ライダーBLACK』
- 『超新星フラッシュマン』
- 『土曜ワイド劇場』
- 『精霊の守り人』
- 『たけしの誰でもピカソ』
- 『タモリの音楽は世界だ』
- NHK大河ドラマ『光る君へ』

## CM
- 『JAL夏の沖縄』
- 『キャベ2』
- 『アデランスヘアパーフェクトエア』
- 『アデランスヘアパーフェクトエアアクション』
- 『コカ・コーラ』

## 舞台
- いずみたく「俺たちは天使じゃない」（主演）（2007年）
- 深作欣二監修「スタントマン愛の物語」（1981年）
- 坂東玉三郎演出「ロミオとジュリエット」（1986年）
- 野田秀樹演出「十二夜」（1986年）
- 市川猿之助スーパー歌舞伎「カグヤ」（1997年）
- 藤田まことオンステージ「剣客商売」
- 尾上辰之助「走れメロス」（1998年）
- 日生劇場「スタンドバイミー」(1991年)

## CD
- 海月『韋駄天』

## 脚本・演出・殺陣師
- 『海月士魂』三軒茶屋シアタートラム
- 『士魂forever』新宿シアターサンモール
- 『疾風』フランス・パリでのパフォーマンス
- 『龍馬夢の如く』中野ウエストエンドスタジオ
- 『士魂Remember』新宿シアターサンモール

・『子連れ狼～士魂哀悼～』両国シアターX
・『武士の献立』草月ホール

## PV
- 「疾風-TOKIKAZE-PV」
- 「アデランス ヘアパーフェクトエア「攻める男　ビジネス」」
- 氷川きよし　一剣  (2006年)
- Dead or Alive  「Hit and Run Lover 」(2000年)